# مريم نمازي
مريم نمازي هي ناشطة شيوعية علمانية نسوية ملحدة إيرانية ولدت في سنة 1966 في مدينة طهران عاصمة إيران، هي الناطقة الرسمية باسم تضامن إيران القانوني للجميع والمجلس المركزي للمسلمين السابقين، بعد الثورة الإسلامية في إيران في سنة 1979 هاجرت مع عائلتها من إيران في سنة 1980 وعاشت متنقلة بين المملكة المتحدة والهند والولايات المتحدة، وثم عملت في مجال حقوق الإنسان في إثيوبيا، عرفت في الإعلام بنقدها للدين الإسلامي ومعارضتها لتطبيق الشريعة في بريطانيا العظمى، وكذلك عرفت بتضامنها مع نسويات فيمين وخصوصاً مع علياء المهدي وأمينة تايلر وألتي ظهرن في مقابلة معها.